# Musique Vol. 1 1993-2005
Musique Vol. 1 1993–2005 é uma coletânea da dupla francesa de música eletrônica Daft Punk, lançada em 29 de março de 2006. O CD contém as canções "Mothership Reconnection", de Scott Grooves, "Chord Memory", de Ian Pooley e "Forget About the World", de Gabrielle (as três remixadas por Daft Punk). O nome do álbum é uma referência a uma canção, a primeira do disco, que inicialmente havia sido lançada como lado B do single "Da Funk". Essa última, de acordo com Thomas Bangalter, integrante do duo, teve vendas maiores que a do álbum, então os fãs teriam conhecido "Musique" através dela.

## Faixas

### CD
1. "Musique" – 6:53
2. "Da Funk" – 5:28
3. "Around the World" – 3:59
4. "Revolution 909" – 5:28
5. "Alive" – 5:16
6. "Rollin' & Scratchin'" – 7:28
7. "One More Time" – 3:56
8. "Harder, Better, Faster, Stronger" – 3:45
9. "Something About Us" – 3:51
10. "Robot Rock" – 4:47
11. "Technologic" – 2:46
12. "Human After All" – 5:19
13. "Mothership Reconnection (Daft Punk Remix)"  – 4:00
14. "Chord Memory (Daft Punk Remix)"  – 6:55
15. "Forget About the World (Daft Punk Remix)"  – 5:45

### DVD
Nota: O DVD não está disponível nas edições de relançamento da Parlophone de 2013.
1. "Da Funk"
2. "Around the World"
3. "Burnin'"
4. "Revolution 909"
5. "One More Time"
6. "Harder, Better, Faster, Stronger"
7. "Something About Us"
8. "Robot Rock"
9. "Technologic"
10. "Rollin' & Scratchin' (Live in L.A.)"
11. "The Prime Time of Your Life"
12. "Robot Rock (Maximum Overdrive)"

## Certificações
| País              | Certificação | Vendas  |
| ----------------- | ------------ | ------- |
| Reino Unido (BPI) | Ouro         | 500.000 |